# Shoghi Effendi

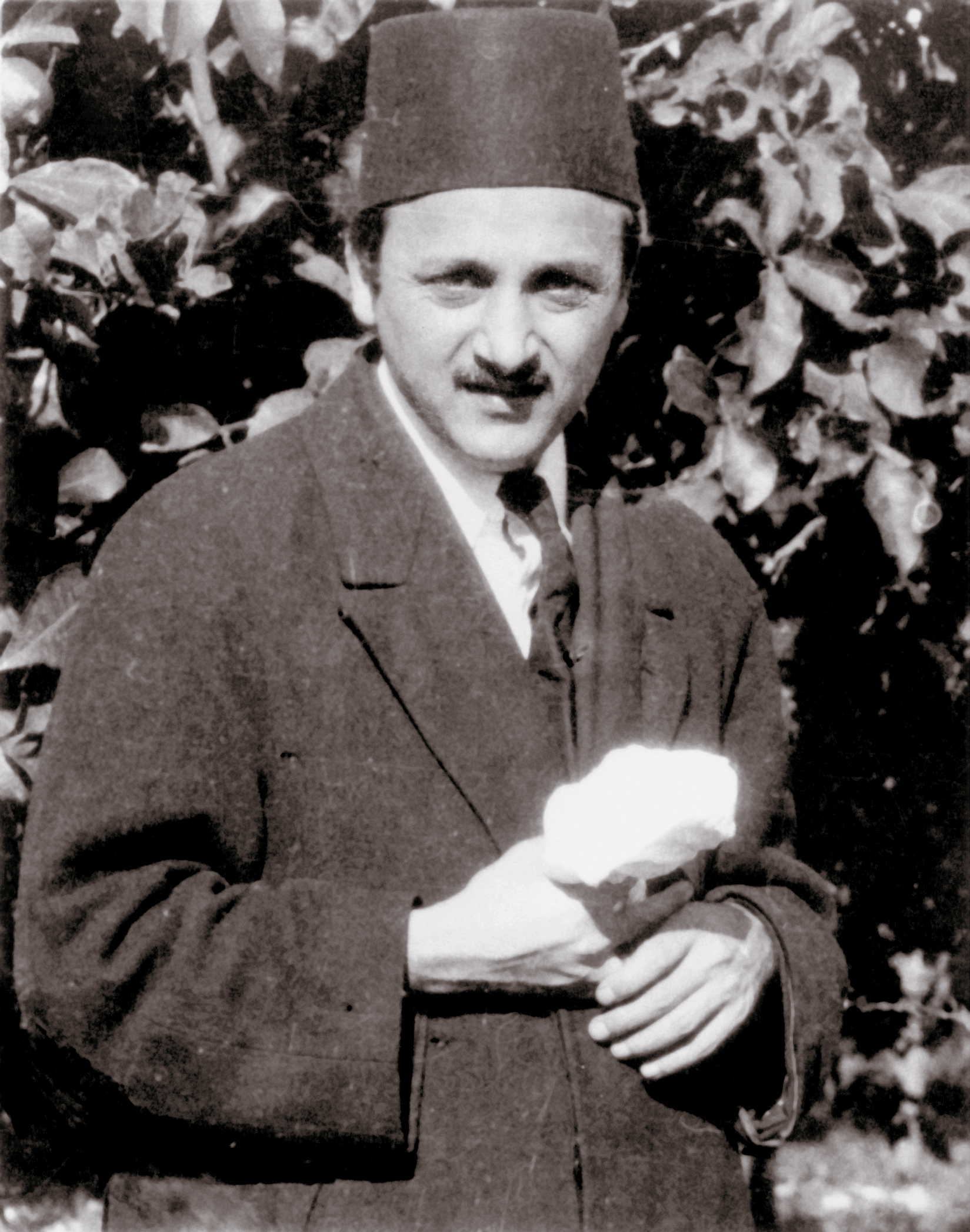
Shoghi Effendi

Shoghi Effendi Rabbání, född 1 mars 1897 i Akko i nuvarande Israel, död 4 november 1957 i London, var Bahá'í-trons Beskyddare från 1921 till 1957. Hans far Mírzá Hádí Shírází var en ättling till Báb och hans mor Díyá'íyyih Khánum var 'Abdu'l-Bahás äldsta dotter. På grund av sin morfar 'Abdu'l-Bahás och sin morfarsfars Bahá'u'lláhs (bahá'í-trons grundare) långa fångenskap kom även Shoghi Effendi Rabbání till världen i fångenskap i dåvarande fängelsestaden Akka vid kusten i norra Israel. Han blev i likhet med sin morfar 'Abdu'l-Bahá frigiven 1908, då den turkiska revolutionen störtade det osmanska väldet och politiska och religiösa fångar frigavs. 
Shoghi Effendi Rabbání avled av en hjärtinfarkt under ett besök i London den 4 november 1957. Han var gift med kanadensiskan Mary Maxwell (1910–2000), även benämnd Amatu'l-Bahá Rúhíyyih Khanum. Paret fick inga barn och Shoghi Effendi pekade inte heller ut någon efterträdare. I detta kritiska skede, när Bahá'í-tron stod utan ledning, tog en grupp av bahá'í-troende som fått hedersbenämningen Guds saks händer år 1957 rodret tills Universella rättvisans hus kunde inrättas och väljas år 1963.,
En av Shoghi Effendis främsta uppgifter blev att dels sprida och dels särskilja Bahá'í-tron från andra religioner. Hans morfar 'Abdu'l-Bahá hade under 1900-talets första decennier rest runt i Nordafrika, Europa och USA och genom sin karismatiska framtoning lockat religiösa sökare av alla slag, och under denna tidsperiod anslöt sig människor till Bahá'í-tron genom att skriva till 'Abdu'l-Bahás lilla stab. När Shoghi Effendi på 1920-talet hade förbättrat administrationen och så långt det gick kommunikationerna fann han att långt ifrån alla medlemmar kunde betraktas som bahá'í-troende i egentlig mening. Han hade stor användning för sin flerspråkighet och de andliga råd som bildades runt om i världen när han skulle precisera det unika och utmärkande för den växande lilla religionen, och Effendis framsteg med att organisera tron ledde ibland till konflikter med människor som hade lockats till Bahá'í just för att de sökte en frälsningsrörelse utan organisation, ramar och regler. Ruth White och Mirza Ahmad Sohrab hävdade att Shoghi Effendi förfalskat en del av 'Abdu'l-Bahás testamente och illegitimt tillskansat sig ledarskapet. En liten grupp troende (som numera kallar sig för reform-bahá'íer) utanför det internationella samfund som leds av "Universella rättvisans hus" protesterade mot Shoghi Effendis strävanden och hänvisade till citat av 'Abdu'l-Bahá där denne sade att "bahá'í-rörelsen är inte en organisation. Man kan inte organisera bahá'í-rörelsen".
Shoghi Effendi skrev i ett brev till troende år 1930:
| ” | Fastän vår tro nu kan synas kraftlös i de människors ögon, som antingen utpekar den som ett sidoskott till islam eller med förakt förbigår den som ännu en av dessa svårfattliga sekter, som finns i överflöd i Västerlandet, skall denna gudomliga uppenbarelses oskattbara pärla, nu ännu i vardande, utvecklas inom sin lags skal och odelad och oförsvagad gå framåt, tills den inbegriper hela mänskligheten. Shoghi Effendi 1 mars 1930 | „ |

## Barndom och utbildning
Shoghi Effendi föddes i 'Akká i det som nu är Israel i mars 1897. Föräldrarna var Ziyayya Khanum ('Abdu'l-Bahás äldsta dotter) och Mirza Hadi Afnan (från Bábs släkt). Redan som mycket liten tydde han sig särskilt till sin morfar 'Abdu'l-Bahá, som svarade för mycket av hans första utbildning. Shoghi Effendi lärde sig Bábs, Bahá'u'lláhs och 'Abdu'l-Bahás böner utantill, och 'Abdu'l-Bahá uppmanade honom att sjunga dem. Shoghi Effendi uppfattade också det lidande som åtföljde kolonin av bahá'í-troende i 'Akká, inklusive attackerna mot 'Abdu'l-Bahá från Mirza Muhammad Alí och dennes följe, som försökte förgifta 'Abdu'l-Bahá. Shoghi Effendi fick inte dricka te eller kaffe hemma hos någon bahá'í eftersom man inte visste vilka som sympatiserade med fienden. När Mirza Muhammad Alí gick till myndigheterna med den påhittade anklagelsen att 'Abdu'l-Bahá konspirerade mot det Osmanska riket var det nära att 'Abdu'l-Bahá och hela hans familj, inklusive Shoghi, förflyttades till fängelsehålor där de skulle ha gått en säker död till mötes. Som ung pojke var han också med om Sultan Abdul-Hamids ansträngningar för att tvångsförflytta den åldrande 'Abdu'l-Bahá till det inre av Nordafrika – något som skulle ha dödat morfadern.
Efter att ha fått sin första utbildning i hemmet gick Shoghi Effendi i French Christian Brothers school i Haifa och därefter i en katolsk skola i Beirut. Det var ett medvetet val från 'Abdu'l-Bahá att placera Shoghi Effendi i kristna skolor och inte muslimska. Senare studerade han vid Syrian Protestant College (senare känt som American University of Beirut), där han 21 år gammal tog en konstexamen 1918. Han sägs ha varit mycket olycklig i skolan. Så ofta han kunde tog han ledigt för att resa till Haifa för att umgås med morfadern.
Under sina studier satsade han hårt på att bemästra engelska, ett språk som han sedan kunde lägga till dem han redan talade flytande – persiska, turkiska, arabiska och franska. Detta medförde att han fick det efterlängtade jobbet som översättare och sekreterare åt 'Abdu'l-Bahá. Genom detta uppdrag fick han detaljerade kunskaper om hur morfadern förklarade Bahá'í-tron för människor i hela världen. Hösten 1920 flyttade Shoghi Effendi till Storbritannien för att studera vid det anrika Balliol College i Oxford. Han hade studerat ekonomi och samhällsvetenskap i cirka ett år när han ombads att komma hem till Haifa eftersom morfadern avlidit. I 'Abdu'l-Bahás testamente utpekades han som Bahá'í-trons Beskyddare.
År 1937 gifte sig Shoghi Effendi med den 26-åriga Mary Maxwell, som fått titeln Rúhíyyih Khanum. Denna långa och atletiskt byggda och idrottande kanadensiska kvinna var enda barnet till arkitekten William Sutherland Maxwell och May Maxwell, en lärjunge till 'Abdu'l-Bahá. När hon och Shoghi inte lyckades få barn blev hon hans trogna följeslagare och närmaste medhjälpare. År 1941 blev hon Shoghi Effendis förstesekreterare på engelska språket.

## Rättvisans Hus och Beskyddaren – tänkta tvillinginstitutioner
Shoghi Effendi blev i 'Abdu'l-Bahás testamente utpekad till Beskyddare för det Internationella Bahá'í-samfundet år 1921. Förutom att vara sondotterson till Bahá'u'lláh var Effendi på sin mors sida släkt med Bahá'u'lláhs härold och babi-religionens grundare Báb. Tanken hos Bahá'u'lláh och senare hos 'Abdu'l-Bahá var ursprungligen att ett demokratiskt valt Rättvisans hus skulle leda bahá'í-religionen tillsammans med den genom testamente utpekade Beskyddaren. På så vis skulle både utvecklingen och kontinuiteten inom den snabbt växande nya religionen säkras. Beskyddaruppdragets kanske främsta uppgift var att förhindra att den nya religionen splittrades i olika riktningar samt att motverka utveckling mot sekterism. I detta avseende lyckades Effendi väl med god hjälp av hängivna medarbetare. Bahá'í är fortfarande den mest sammanhållna religionen i världen.
En person som ifrågasatte Effendis ledarskap och institutionaliseringen av den nya tron var den amerikanska författarinnan och lärjungen till 'Abdúl-Bahá Ruth White. Hon hävdade att 'Abdúl-Bahá aldrig avsett att utse Effendi till efterträdare och att 'Abdúl-Bahás delar av testamente måste ha förfalskats. Hon fick dock aldrig något gehör för sina åsikter, utom hos The Caravan of the East and the West - en ungdomsorganisation som vägrade acceptera att det Lokala Andliga Rådet i New York skulle ha överinseende över organisationen.

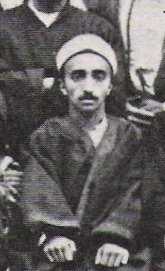
"Ärkefienden", 'Abdu'l-Bahás halvbror Mirza Muhammad-Ali, som ständigt ifrågasatte 'Abdu'l-Bahás och även Shoghi Effendis rätt att leda Bahá'í-tron.

## Guds Saks Händer
Någon tidig etablering av Rättvisans Hus och Beskyddarskapet som samtidigt verkande tvillinginstitutioner blev det dock aldrig frågan om. När Shoghi Effendi avled 1957 gjorde han det utan något testamente som utpekade hans efterträdare. Under åren 1957-1963 leddes därför det Internationella Bahá'í-samfundet av ett 20-tal män och kvinnor som av Shoghi Effendi och 'Abdu'l-Bahá utnämnts till "Sakens Händer" eller "Guds Saks Händer" med ansvarsområden att förkunna och sprida tron. Sakens Händer hade efter hans bortgång gemensamt ansvaret för bahá'í-tron och såg till att ett Universella Rättvisans Hus valdes i enlighet med 'Abdu'l-Bahás testamente av de då 56 existerande Nationella andliga råden och instiftades april 1963.

## Förbund och förbundsbrytare
Shoghi Effendi studerade vid Oxford vid sin morfars bortgång och började att forma det redan på 1920-talet världsomspännande bahá'í-samfundet. Ett viktigt arbete var att mer i detalj precisera vad bahá'íernas förbund med Gud innebär och kommer att innebära, och klart definiera termen förbundsbrytare (eng: covenant breakers) och vad Bahá'u'lláh menat med det som på engelska kom att kallas "shun" (undvika). "Shun" kom att definieras inte bara som att rättrogna bahá'í ska undvika umgänge med förbundsbrytarna, utan som fullständig uteslutning (expellision) från bahá'í-tron (från medlemskapet, från organisationen, från ritualerna, från sammankomsterna och högtidsfirandet) – ett naturligt förtydligande eftersom till och med medlemmar av Bahá'u'lláhs och 'Abdu'l-Bahás släkt uteslutits från bahá'í-tron.
Avsaknaden av ett testamente, det uteblivna utpekandet av en efterträdare eller en viljeförklaring från Shoghi Effendis sida medförde att ett fåtal bahá'íer anslöt sig till uppfattningen att Beskyddarinstitutionen skulle bevaras. År 1960 tillkännagav en av de 27 Sakens händer – Mason Remey (1874–1974) – att han själv var den "andre beskyddaren av tron". Han byggde sitt anspråk på att han tidigare hade valts till ordförande för Internationella Bahá'í-rådet och i samband med detta haft fullt stöd av Effendi. En intensiv brevväxling följde där övriga Sakens händer försökte tala Remey tillrätta och denne vägrade att ge upp sina anspråk. Det hela slutade med att Sakens händer tvingades förklara Remey som förbundsbrytare. Senare uteslöts även ett fåtal andra som stött Remey i främst Europa och USA, bland dem John Carré, Donald Harvey, Joel Marangella, Reginald King och Leland Jensen. De som ansåg att Beskyddare av bahá'í-tron skulle fortsätta att utses genom något slags succession var (och är) dock så få att man inte ens kan tala om en sekt.

## Författare, uttolkare och administratör
Effendi bosatte sig i staden Haifa i dåvarande Palestina, och under 36 år arbetade han för att etablera lokala och regionala bahá'ísamfund över hela världen, allt medan han skrev böcker, religiösa kommentarer och brev med svar till frågor från troende. Hans kanske mest kända bok är God Passes By. En av hans största insatser var översättningarna av Bábs, Bahá'u'lláhs och 'Abdu'l-Bahás många böcker, brev, böner och skrifter från de uttrycksfulla arabiska och persiska språken till en engelska som förmådde gripa tag i och fängsla läsarna på samma sätt som originaltexterna gjorde. Översättningarna till flera övriga västerländska språk har därför skett från Shoghi Effendis engelska översättningar.
Sammanfattningsvis kan konstateras att Shoghi Effendi var en skicklig administratör och tolkare av Bábs, Bahá'u'lláhs och 'Abdu'l-Bahás skrifter:
- han stärkte och utvecklade bahá'í-religionens ställning i världen
- han klargjorde genom egna skrifter och svarsbrev till troende bahá'ís lärosatser
- han gav det Internationella bahá'í-samfundet riktlinjer under en svår utvecklingsperiod

## Några viktiga böcker och översättningar
- "God Passes By"
- "Selected Letters"
- "The Advent of Divine Justice"
- "Bahá'í Administration"
- "Citadel of Faith"
- "Kitáb-i-Aqdas" (Bahá'u'lláhs lagbok)
- "Kitab-i-Iqán"
- "Directives From the Guardian"
- "The Light of Divine Guidance", första av två volymer
- "Messages to America"
- "Messages to the Bahá'í World: 1950-1957"
- "The Promised Day Is Come"
- "The World Order of Bahá'u'lláh"